# ITF Women's Circuit Caceres 2011
L'ITF Women's Circuit Caceres 2011 è stato un torneo di tennis facente parte della categoria ITF Women's Circuit nell'ambito dell'ITF Women's Circuit 2011. Il torneo si è giocato a Cáceres in Spagna dall'11 al 17 luglio 2011 su campi in cemento e aveva un montepremi di $25 000.

## Vincitori

### Singolare
Garbiñe Muguruza Blanco ha battuto in finale  Çağla Büyükakçay con il punteggio di 6–4, 6–3

### Doppio
Richèl Hogenkamp /  Maria João Koehler hanno battuto in finale  Victoria Larrière /  Irena Pavlović con il punteggio di 6–4, 6–4